# Gończy bośniacki szorstkowłosy

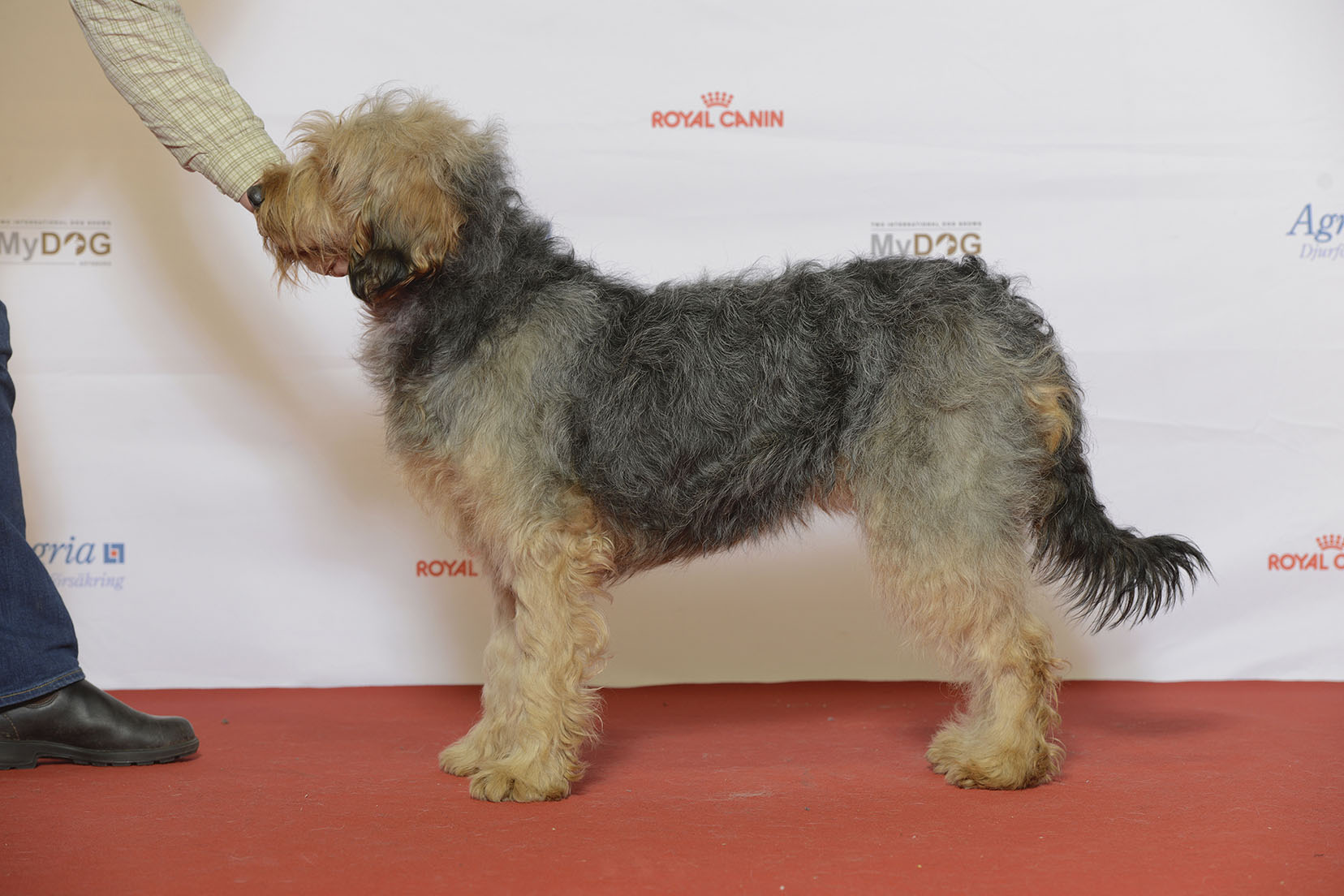
Gończy bośniacki szorstkowłosy

Gończy bośniacki szorstkowłosy, barak (bosanski oštrodlaki gonič) – rasa psa myśliwskiego pochodząca z Bośni i Hercegowiny. Jest jedyną międzynarodowo uznaną rasą z tego regionu, której historia sięga końca XIX wieku. Powstała przez skrzyżowanie lokalnych psów gończych z włoskimi psami myśliwskimi. Prawdopodobnie w jej formowaniu uczestniczył także Istarski Oštrodlaki Gonič. Rasa została uznana przez Międzynarodową Federację Kynologiczną (FCI) w 1965 roku.

## Wygląd
Barak to pies średniej wielkości, osiągający wysokość od 46 do 56 cm i wagę od 16 do 24 kg. Jego charakterystyczną cechą jest szorstka, kudłata sierść, która może występować w odcieniach od pszenicznego żółtego, przez rudawy, aż do szarego i niemal czarnego. Często występuje ciemniejsze siodło na grzbiecie. Rasa posiada także brodę, wąsy i wyraziste brwi. Głowa jest proporcjonalna, z zaokrągloną czaszką i prostokątnym pyskiem. Oczy są ciemnobrązowe, a uszy średnio wysoko osadzone i szerokie.

## Charakterystyka
Barak jest psem o doskonałym węchu, wytrwałości i silnym instynkcie łowieckim, co sprawia, że jest idealnym psem myśliwskim. Został stworzony do polowania na zające, lisy i dziki, w czym wykazuje niezwykłe umiejętności. Rasa ta jest spokojna w domu, ale podczas polowania staje się bardzo zaangażowana i skupiona. Barak dobrze dogaduje się z innymi psami i ludźmi, choć ze względu na silny instynkt łowiecki może mieć trudności w akceptowaniu innych zwierząt domowych, chyba że zostały one oswojone z nim od szczenięcia.

## Szkolenie i wychowanie
Barak jest psem inteligentnym, jednak może być również uparty. Szkolenie wymaga doświadczonego właściciela, który potrafi zachować konsekwencję w działaniu. Ze względu na silny instynkt łowiecki, pies ten nie jest rasą odpowiednią dla początkujących właścicieli psów.

## Pielęgnacja
Pielęgnacja Baraka nie jest skomplikowana, mimo długiej sierści. Należy go szczotkować 2-3 razy w tygodniu, najlepiej szczotką z twardym włosiem lub furminatorem. Kąpiele są potrzebne tylko w przypadku zabrudzenia. Należy szczególnie dbać o uszy psa, które są podatne na infekcje ze względu na swoją budowę i owłosienie.

## Zdrowie
Do najczęstszych problemów zdrowotnych tej rasy należą:
- dysplazja stawów biodrowych i łokciowych,
- zwichnięcie rzepki,
- problemy ze wzrokiem, takie jak entropium i ektropium,
- postępujący zanik siatkówki (PRA).

## Aktywność
Barak jest psem średniej do wysokiej energetyczności. Potrzebuje około 60 minut dziennej aktywności fizycznej, co przekłada się na około 6 kilometrów spacerów i biegania tygodniowo. Wymaga także stymulacji umysłowej, najlepiej w aktywnej rodzinie z dostępem do dużego, ogrodzonego terenu lub w pobliżu parku dla psów.

## Temperament
Barak jest psem spokojnym i zrównoważonym w domu, natomiast podczas polowania staje się niezwykle skoncentrowany i wytrwały. Zwykle dobrze dogaduje się z dziećmi i innymi psami, ale może być nieufny wobec obcych. Ze względu na silny instynkt łowiecki i sporą inteligencję, może być uparty, dlatego najlepiej sprawdza się w rękach doświadczonych właścicieli. Jest także stosunkowo szczekliwy, wykorzystując głos jako pierwszą reakcję na zainteresowanie czymś.

## Występowanie i popularność
Chociaż Barak jest popularny w Bośni i Hercegowinie, poza tym regionem rzadko występuje. Jest głównie psem użytkowym, przeznaczonym do polowań, a nie do roli psa towarzyszącego, co różni go od wielu innych ras myśliwskich.